# Скоромний Віктор Петрович
Ві́ктор Петро́вич Скоро́мний (нар. 15 березня 1946 року, Петрове, Кіровоградська область) — український хоровий диригент, народний артист України, професор, художній керівник і головний диригент Академічного хору ім. Платона Майбороди (1986–2009), генеральний директор, художній керівник і головний диригент Національної заслуженої капели бандуристів (з 2010).

## Біографія
Народився у смт Петрове на Кіровоградщині. У 6 років виїхав з батьками-геологами на Полтавщину в село Солониця Козельщинського району, де з медаллю закінчив школу. Після цього вступив на диригентсько-хорове відділення Полтавського музичного училища ім. М. Лисенка.
1968 року після армії повернувся на третій курс училища, але по закінченню цього курсу одразу вступив до Київської консерваторії.
З першого курсу був запрошений як співак і хормейстер диригентом Віктором Іконником і співпрацював з ним у Київському камерному хорі з 1973 до 1985 року.
З 1986 року — художній керівник і головний диригент Академічного хору ім. П. Майбороди Національної радіокомпанії України.
З 1991 року Віктор Скоромний повернувся до Київського камерного хору та близько півтора років працював паралельно у двох колективах.
Професор кафедри хорового диригування КНУКіМ, працює на ній з 1998 року.
2010 року очолив Національну заслужену капелу бандуристів України.